# Glomera acutiflora
Glomera acutiflora är en orkidéart som först beskrevs av Rudolf Schlechter och som fick sitt nu gällande namn av Johannes Jacobus Smith.
Glomera acutiflora ingår i släktet Glomera och familjen orkidéer. Inga underarter finns listade i Catalogue of Life.